# Yosano Akiko
Akiko Yosano (与謝野 晶子, tên khai sinh là Shō Hō: 鳳 志よう, 7 tháng 12 năm 1878 – 29 tháng 5 năm 1942) – nữ nhà thơ, dịch giả, nhà phê bình, nhà hoạt động nữ quyền và nhà cải cách xã hội hoạt động trải suốt giai đoạn cuối thời kỳ Minh Trị, thời kỳ Đại Chính và đầu thời kỳ Chiêu Hòa, Nhật Bản. Akiko Yosano là một trong những người nổi tiếng nhất và gây nhiều tranh cãi nhất trong số các nhà thơ nữ hậu cổ điển của Nhật Bản.

## Tiểu sử
Yosano sinh ra trong một gia đình thương gia giàu có ở Sakai, gần Osaka. Cha cô là chủ một cửa hàng bánh kẹo và là nhà cung cấp của triều đình; Tuy nhiên, ngoài việc kinh doanh, ông rất quan tâm đến nghệ thuật và khoa học. Yosano nhận được một nền giáo dục tuyệt vời. Từ thời thơ ấu cô rất thích đọc các tác phẩm văn học và được đọc nhiều trong thư viện của cha cô. Cô cũng rất thích thơ cổ điển Nhật Bản. Khi còn là một học sinh trung học, cô bắt đầu gửi đăng các bài thơ Tanka đầu tay của mình ở tạp chí thơ Myōjō (Sao Mai) và cô đã trở thành một trong những tác giả có đóng góp quan trọng nhất cho tạp chí này. Tổng biên tập của tạp chí là nhà thơ Tekkan, người đã dạy cho Yosano làm thơ tanka. Họ gặp nhau từ ngày ông đến Osaka và Sakai để giảng dạy và hội thảo. Cũng từ đây tình yêu đã nảy sinh giữa hai người, mặc dù khi đó Tekkan đã có vợ và hai con trai.
Tập thơ đầu tiên của Yosano Akiko: Tóc rối (Midaregami- み だ れ 髪 - trong thơ ca thời trung cổ tóc rối tượng trưng cho niềm đam mê) – Tập thơ này xuất bản năm 1901 và ngay lập tức thu hút sự chú ý của những người sành thơ. Thế rồi Yosano Akiko chia tay cha mẹ và đến sống với Tekkan, khi đó cũng đã ly dị. Yosano tiếp tục làm thơ và in nhiều tập thơ khác.
Thời kỳ 1901 – 1910 là những năm tháng mà Yosano sáng tác thành công nhất. Vinh quang đã đến với Yosano, bà tiếp tục viết phê bình, dịch các tác phẩm cổ điển ra tiếng Nhật hiện đại, trong đó có cả Truyện kể Genji (源氏物語) nổi tiếng của Nhật Bản. Là người theo đuổi chủ nghĩa Hòa bình, bà đấu tranh cho quyền của phụ nữ và trở thành một trong những người sáng lập Học viện nữ Bunka Gakuin.
Về đời sống hôn nhân, bà sinh 13 người con, 11 người trong số họ sống đến tuổi trưởng thành. Chính trị gia nổi tiếng Nhật Bản Yosano Kaoru là một trong những đứa cháu của bà.
Yosano qua đời vì một cơn đột quỵ vào năm 1942, ở tuổi 63. Bà ra đi vào thời kỳ khốc liệt của cuộc Chiến tranh Thái Bình Dương, báo chí đã quên cái chết của bà, và sau khi chiến tranh kết thúc, tác phẩm của bà đã bị quên lãng bởi các nhà phê bình và công chúng nói chung. Tuy nhiên, trong mấy chục năm gần đây, phong cách gợi cảm lãng mạn của thơ bà đã trở lại nổi tiếng và sự nổi tiếng này ngày một tăng.

## Tác phẩm

### Một bài thơ nổi tiếng với nhiều cách dịch

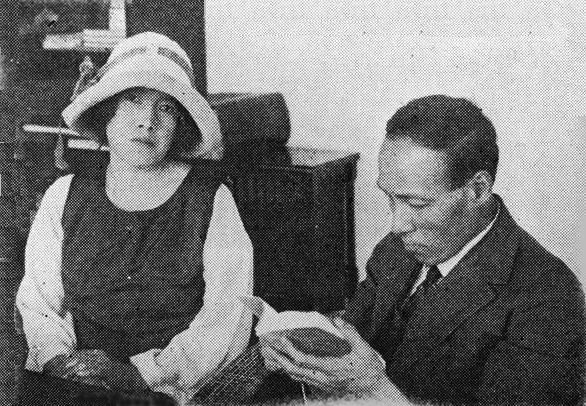
Akiko và chồng Tekkan

| その路をずつと行くと 死の海に落ち込むと教へられ、 中途で引返した私、 卑怯な利口者であつた私、 それ以来、私の前には 岐路と 迂路とばかりが続いてゐる。 Cowardice They told me that the road I took would lead me to the Sea of Death; and from halfway along I turned back. And ever since, all the paths I have roamed were entangled, and crooked, and forsaken. | Sono michi o zutto yuku to Shi no umi ni ochikomu to oshierare, Chūto de hikikaeshita watashi, Hikyō na rikō-mono de atta watashi, Sore irai, watashi no mae ni wa Eda-michi to Mawari-michi to bakari ga tsuzuite iru. Sự hèn nhát Họ nói rằng con đường mà tôi đã đi chỉ có thể dẫn tôi đến đại dương của cái chết, và đến giữa đường thì tôi quay lại Và từ lúc đó, những con đường tôi đã đi qua đều đã bị vỡ, và cong lại, và bị lãng quên |

### Một số tập thơ
| Năm  | Tựa đề tiếng Nhật           | Tựa đề tiếng Việt | Chú thích                                                                         |
| 1901 | みだれ髪 Midaregami         | Tóc rối           | Tập thơ nổi tiếng nhất của bà gồm 400 bài tanka.                                  |
| 1906 | 夢の花 Yume no hana         | Giấc mơ hoa       |                                                                                   |
| 1913 | 夏より秋へ Natsu yori aki e | Từ hạ sang thu    |                                                                                   |
| 1942 | 白櫻集 Hakuōshū             | Anh đào trắng     | Thi tập viết sau cái chết của chồng bà năm 1935, và được xuất bản sau khi bà mất. |